# Шавров Вадим Борисович
Вади́м Бори́сович Шавро́в (26 жовтня (7 листопада) 1898 — 23 грудня 1976) — радянський авіаконструктор і історик авіації, кандидат технічних наук (1945), ентомолог.

## Біографія
Народився 26 жовтня (7 листопада) 1898 року в Москві у сім'ї артилерійського офіцера.
У 1914 році вступив до Петербурзького інституту інженерів шляхів сполучення. Жовтневий переворот 1917 року, а потім — громадянська війна в Росії на кілька років перервали навчання. У цей час В. Шавров бере участь у роботі топографічної партії на Поволжі.
У 1920 році відновилась робота навчальних закладів. В. Шавров вступив на повітряний факультет Петербурзького (на той час — Петроградського) інституту інженерів шляхів сполучення, який і закінчив у 1924 році, отримавши диплом авіаінженера.
Пропрацювавши близько року начальником аеропорту в Середній Азії, наприкінці 1925 року перейшов на посаду інженера-конструктора у новостворений відділ морського дослідного літакобудування ЦКБ Авіатресту, яким керував Д. П. Григорович. За виробничу базу слугував ленінградський завод «Червоний льотчик».
У 1925 році самостійно розробив проект літаючого човна. У 1928 році його проект був розглянутий ТСОАВІАХІМом, отримав підтримку — замовлення і кошти на будівництво. Влітку 1929 року був збудований перший дослідний екземпляр, який після вдалих випробувань отримав умовне позначення Ш-1. Наступним проектом Шаврова став літаючий човен Ш-2.
У 1968 році зіграв епізодичну роль літнього льотчика Червоної Армії у фільмі «Служили два товариші».
Працював конструктором у різних КБ. З 1935 року — головний конструктор авіаційного заводу.
Під час німецько-радянської війни В. Б. Шавров працював у Бюро нової техніки ЦАГІ. На початку 1950-х років — у Науковому інституті авіаційної технології. У другій половині 1950-х років перейшов до ОКБ-256 П. В. Цибіна, де очолював відділ планерів.
У 1960 році вийшов на пенсію. Присвятив себе вивченню історії радянської авіації, створив тритомну працю про неї (опубліковані тільки 2 томи).
Помер 23 грудня 1976 року.

## Літаки, створені В. Шавровим
- Ш-1 — перший радянський літак-амфібія.
- Ш-2 — перший радянський серійний літак-амфібія.
- Ш-3 — 3-місний двопоплавковий гідроплан.
- Ш-5 — гідролітак для аерофотозйомки.
- Ш-7 — дослідний 6-місний літак-амфібія.

## Літературна творчість
В. Б. Шавров є автором праць з історії радянської авіації, а саме:
- «История конструкций самолетов СССР до 1938» — М.: Машиностроение, 1969.
- «История конструкций самолетов в СССР, 1938-50 гг.» — М.: Машиностроение, 1978.

## В. Шавров у кіно
У 1968 році В. Б. Шавров дебютував у кіно, зігравши епізодичну роль льотчика у фільмі Є. Карелова «Служили два товариші».

## Колекціонування
В. Б. Шавров був також помітним знавцем і колекціонером комах, власником доволі багатої колекції тропічних жуків (головним чином родин пластинчастовусих і дровосеків). Також він був власником унікального зібрання листоїдів з підродини Donaciinae. Всього колекція В. Б. Шаврова налічувала близько 1500 примірників жуків, серед яких рідкісні види фауни Сибіру, Далекого Сходу та Середньої Азії.
Після смерті В. Б. Шаврова колекція листоїдів і частина колекції дровосеків надійшла на зберігання до Зоологічного інституту РАН, а колекція пластинчастовусих жуків потрапила до Зоологічного музею МДУ.

## Пам'ять
Ім'ям В. Б. Шаврова названо одну з вулиць Санкт-Петербурга.